# Гонсалес Флорес, Анаклето
Анаклето Гонсалес Флорес (исп. Anacleto González Flores, 13 июля 1888, Тепатитлан-де-Морелос, Халиско — 1 апреля 1927, Гвадалахара) — мексиканский адвокат, активист Католического действия мексиканской молодёжи и лидер Народного Союза, расстрелянный после пыток правительственными войсками во время войны кристерос за поддержку Римско-католической церкви.
20 ноября 2005 года причислен к лику блаженных папой Бенедиктом XVI. За свою позицию мирного сопротивления антиклерикальной политике властей получил прозвище «Мексиканский Ганди».

## Биография
Анаклето Гонсалес Флорес родился 13 июля 1888 года в городке Тепатитлан, штат Халиско. Он был вторым ребёнком из двенадцати в семье бедного ткача Валентина Гонсалеса Санчеса и Марии Флорес Наварро. В 1908 году поступил в семинарию, в которой добился больших успехов в учёбе, за что получил прозвище Maistro Cleto или просто Cleto. Проучившись там несколько лет, в 1913 году Анаклето решил не принимать духовного сана, а продолжить обучение уже в светском университете, поступив в школу права Escuela Libre de Derecho в Гвадалахаре.
В 1913 году при непосредственном участии Анаклето Гонсалеса в Гвадалахаре было основано местное отделение Католического действия мексиканской молодёжи (ACJM). В 1914 году, когда по приказу правительства были закрыты все церкви, а также семинария, он основал Народный союз (исп. Unión Popular) и газету «Меч». После получения диплома (1922) начал читать лекции и писать статьи на религиозную тематику, открыл еженедельник La Palabra («Слово»), в котором много рубрик было посвящено против антиклерикальной политики федерального правительства и Конституции 1917 года. Анаклето не раз удавалось добиться отмены самых непопулярных антицерковных законов.
В июле 1918 года началась открытая конфронтация между федеральным правительством и католиками. В 1919 году Анаклето Гонсалеса арестовали за его социальные, политические и религиозные взгляды. Но через три года он уже координировал деятельность нескольких католических конгрессов. Первоначально он придерживался позиции мирного сопротивления политике властей, изучал политику индийского лидера Ганди. Тем не менее, в 1926 году, узнав об убийстве четырёх членов Католического действия мексиканской молодёжи, он согласился на присоединение Народного союза к Национальной Лиге по защите свободы вероисповедания (исп. Liga nacional defensora de la libertad religiosa), тем самым поддержав восстание.
В январе 1927 года началась гражданская война, получившая название войны кристерос. Анаклето остался верен себе и не взял в руки оружие, но призывал активно оказывать помощь мятежникам, а также писал статьи в поддержку антиправительственных сил.
Стремясь подавить восстание, правительство приступило к арестам лидеров Народного союза и Национальной лиги защиты религиозной свободы. Утром 1 апреля 1927 года дом, в котором находился Гонсалес и два брата Варгас, был окружён федеральными войсками. После ареста они были доставлены в военный штаб и подвергнуты пыткам. Особенно от них хотели узнать местонахождение архиепископа Гвадалахары. Но Анаклето отказался дать им хоть какую-то информацию. Все трое были приговорены к смертной казни и расстреляны в тот же день.
Позднее генерал федералов Хесус Феррейра объяснял причины казни тем, что Анаклето и его «группа фанатиков» были причастны к убийству гражданина США Эдгара Уилкинса, чтобы таким образом спровоцировать конфликт между двумя государствами. Но в такое объяснение не поверила даже вдова убитого, которая написала письмо в Вашингтон, сообщая, что убийцами её мужа были не «католические фанатики», а обычный грабитель.